# Полуостров Балюзек

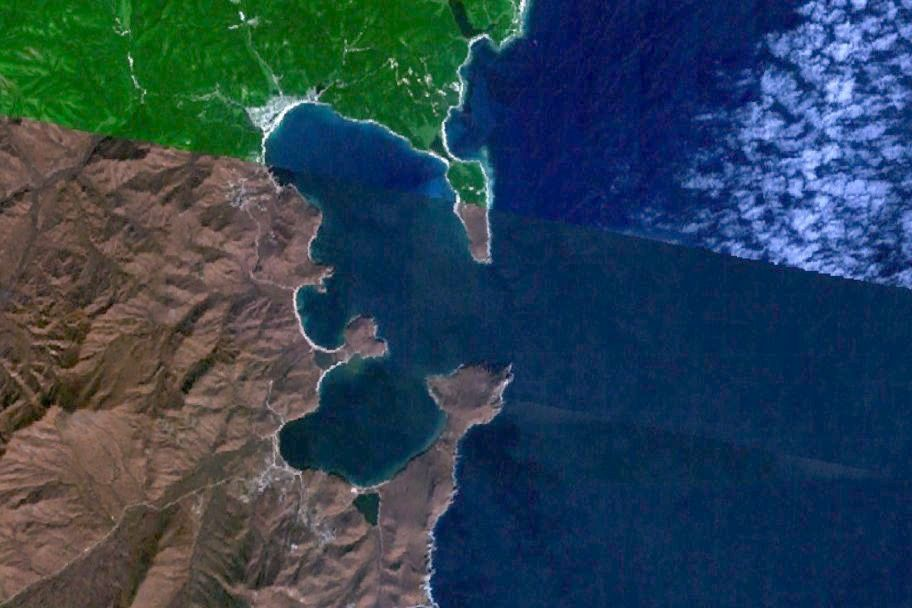
Залив Владимира на спутниковой фотографии

Полуо́стров Балюзе́к — полуостровов в Ольгинском районе Приморского края. Открыт в 1857 году пароходо-корветом «Америка» под командованием Н. М. Чихачёва.
Полуостров назван в честь Льва Фёдоровича Баллюзека (1822—1879) — артиллериста, в дальнейшем дипломата, первого постоянного представителя (министра-резидента) России в Китае.
Полуостров Балюзек отделяет залив Владимира от Японского моря. На полуострове находится одноимённый мыс и маяк. Рельеф полуострова преимущественно холмистый, берега на мысу скалистые, обрывистые. Склоны холмов покрыты низкорослым широколиственным лесом в сочетании с кустарниковой и луговой растительностью.
Мыс Балюзек — северный входной мыс в залив Владимира. От полуострова мыс отделён узким и низким песчаным перешейком, перейдя который можно попасть на берег расположенной севернее соседней бухты. На перешейке находится пресное озеро лагунного типа.
Дорога на полуостров идёт через село Весёлый Яр. В предвоенные годы на полуострове построены оборонительные сооружения Владимиро-Ольгинского укрепрайона. На мысе Балюзек находится детский лагерь межрайонного значения. В летнее время берега полуострова — место отдыха дальневосточников.

## Галерея

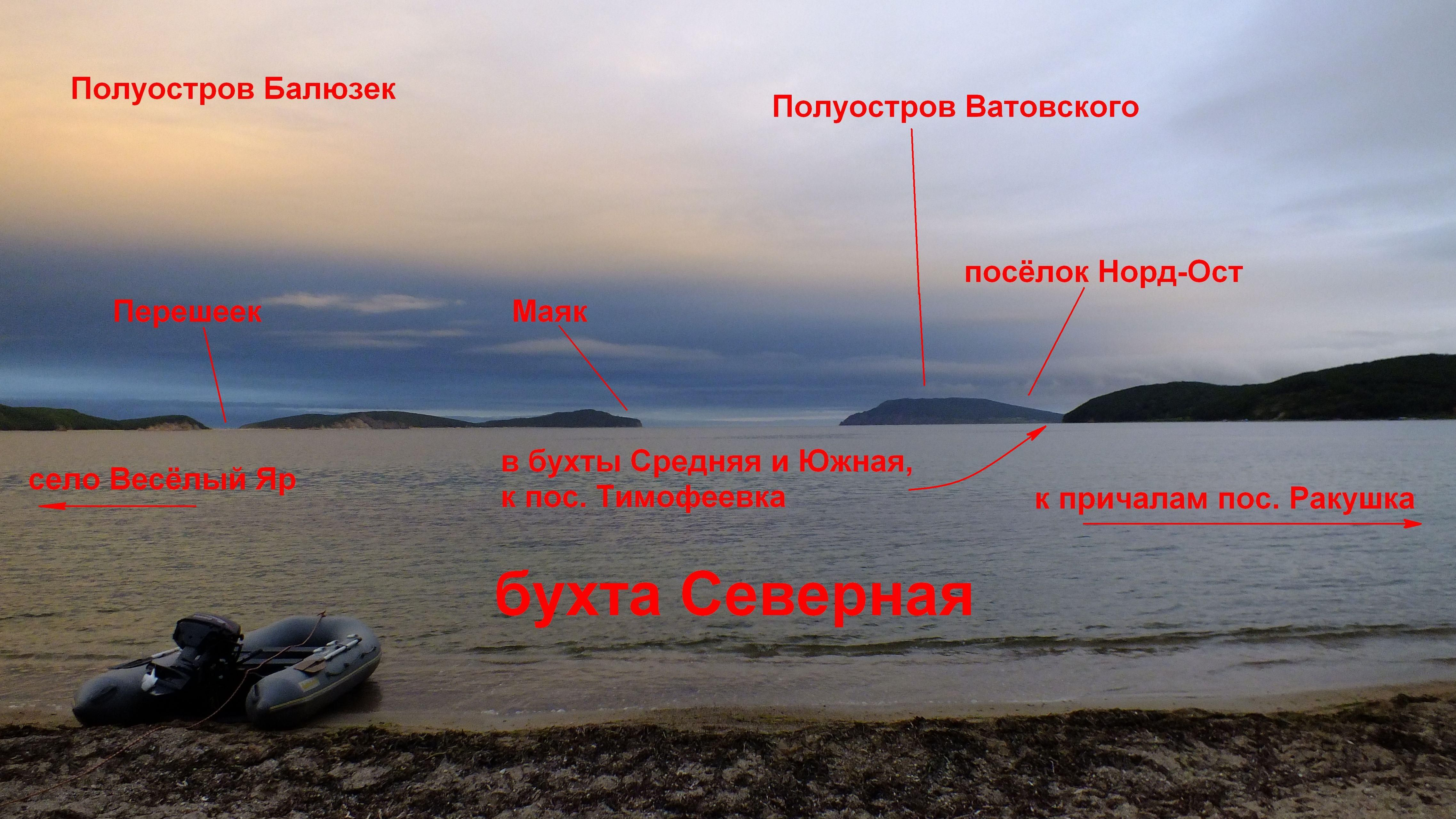
Полуостров Балюзек, вид от устья реки Тумановка
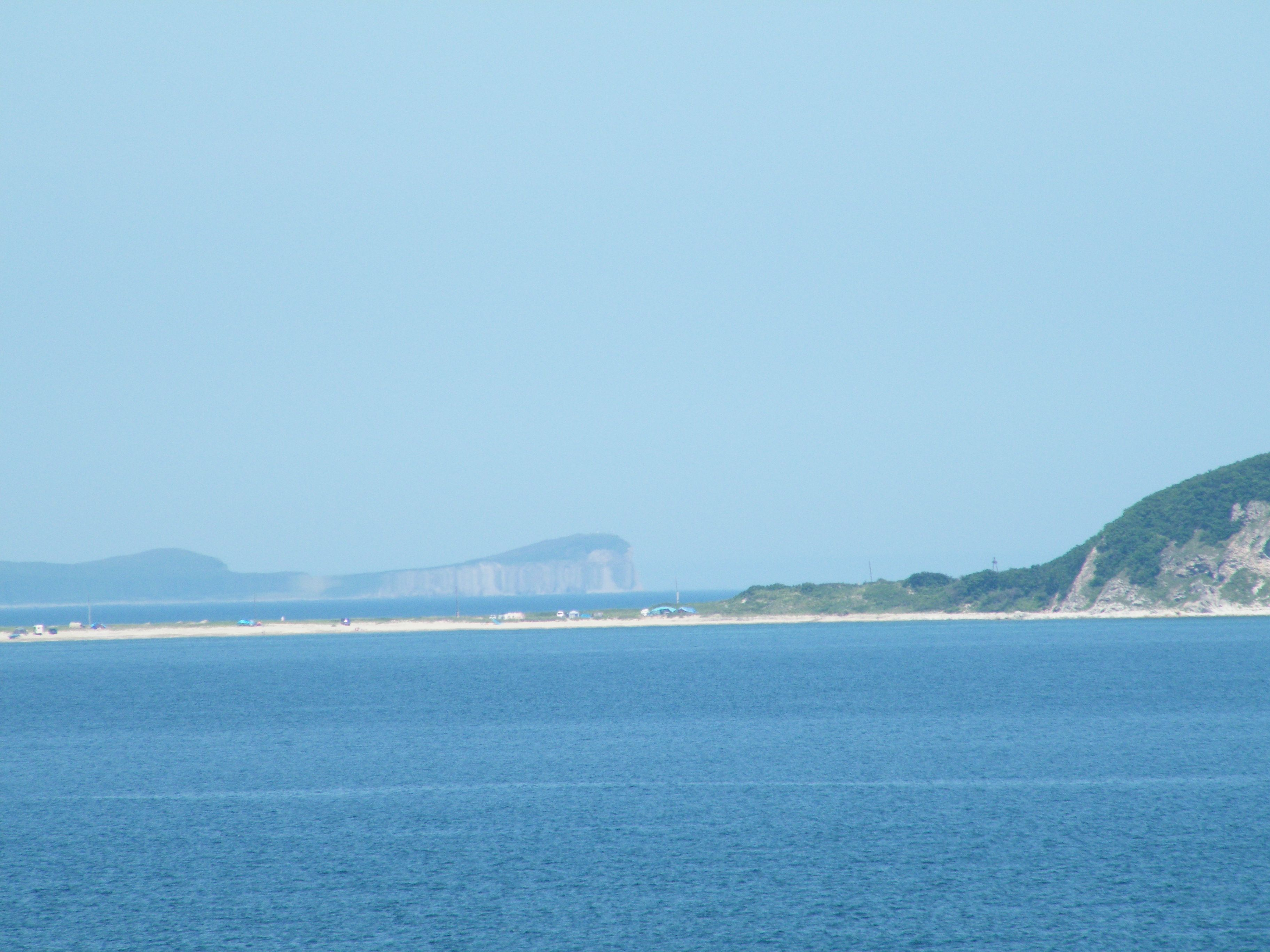
Узкий песчаный перешеек, вдали видна соседняя бухта, расположенная севернее залива Владимира
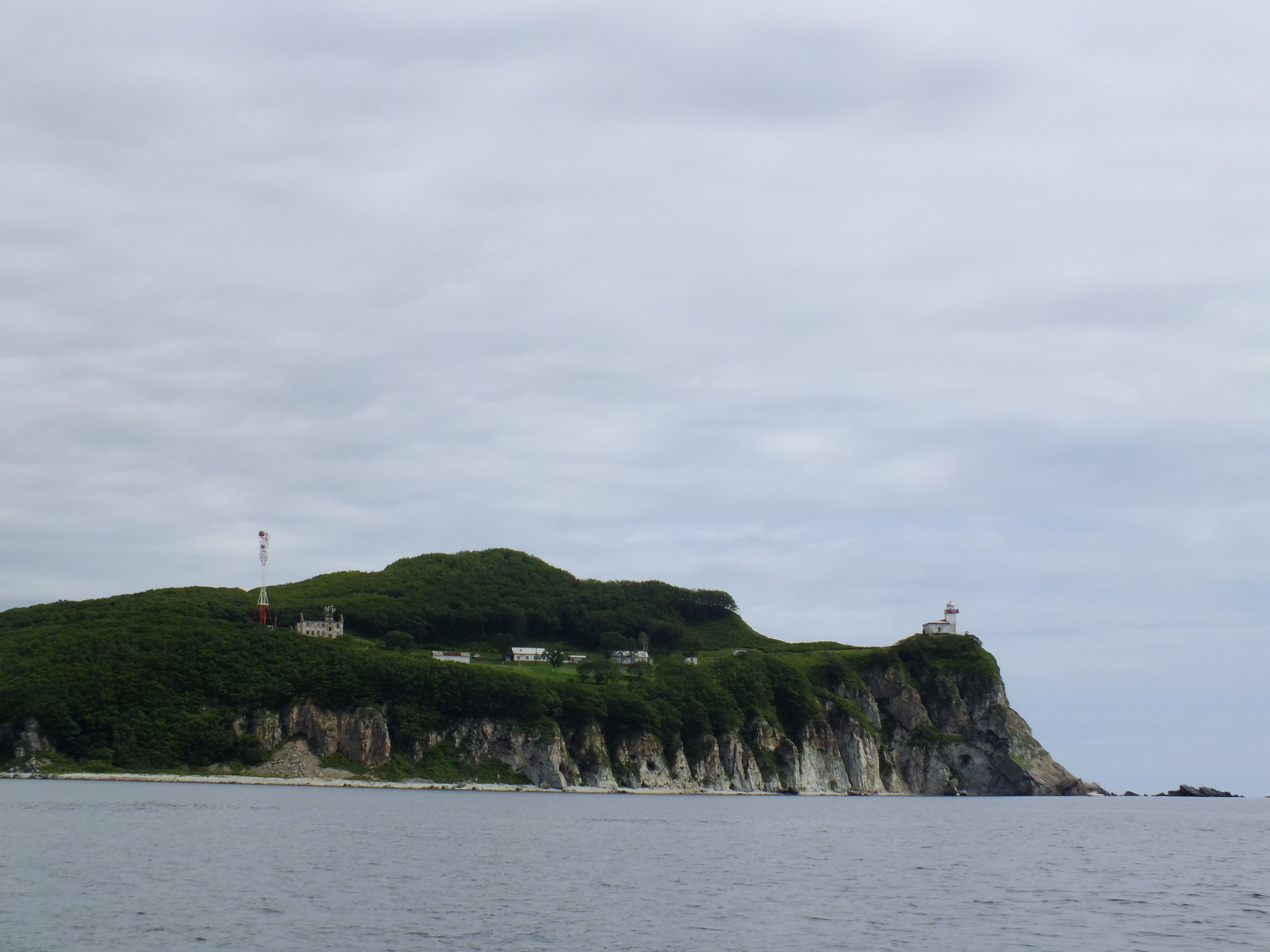
Мыс и маяк Балюзек